# Escuela de Sagebrush

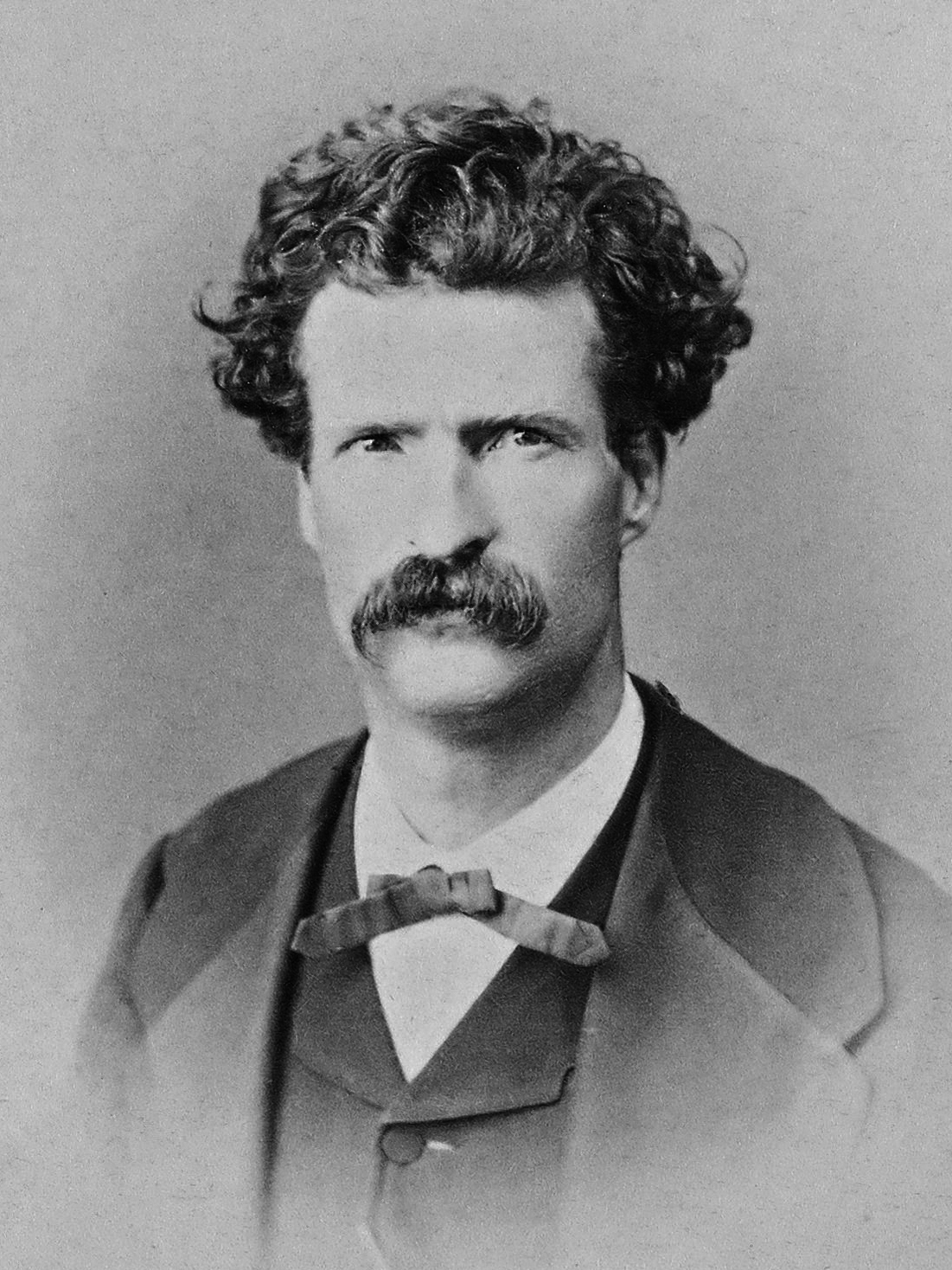
Mark Twain fue el más notable de los escritores de la Escuela de Sagebrush

La Escuela de Sagebrush (nombre original en inglés: Sagebrush School; la Escuela de la Artemisa) fue un movimiento literario integrado principalmente por escritores de Nevada. El arbusto de la artemisa (sagebrush en inglés) es frecuente en el estado. Fue un movimiento de base amplia, ya que incluía varios géneros literarios como el drama, ensayos, ficción, historia, humor, periodismo, memorias y poesía. El nombre Sagebrush School fue acuñado por Ella Sterling Mighels, quien declaró:
¿La Escuela de "Sagebrush" (Artemisa)? ¿Por qué no? Nada en toda nuestra literatura del oeste conoce tan claramente el terreno como los libros característicos escritos por los hombres de Nevada y la parte interior del estado donde crece la artemisa..
Las raíces del movimiento estaban en el viejo Oeste. La Escuela de Sagebrush fue el principal contribuyente a la literatura de Estados Unidos desde los territorios de frontera de la minería en Nevada durante el período de 1859 a 1914.
Hubo varias características de este movimiento que lo distinguieron de otros, como un especial talento literario. Estos autores eran conocidos como escritores inteligentes, y su estilo incluía engaños, ingenio, audacia o una actitud irreverente. La inspiración iniciadora del movimiento comenzó con Joseph T. Goodman de Virginia City, copropietario del periódico Territorial Enterprise en el Territorio de Nevada.
El más notable de los escritores de la Escuela de Sagebrush fue Mark Twain, que trabajó como periodista del Territorial Enterprise. En 2009, la Escuela de Sagebrush fue incluida en el Salón de la Fama de Escritores de Nevada.

## Escritores
- Samuel Clemens (Mark Twain)
- Rollin M. Daggett
- Samuel Post Davis
- Alfred R. Doten
- Thomas Fitch
- James W. Gally
- Joseph T. Goodman
- Charles Carroll Goodwin
- Fred H. Hart
- Sarah Winnemucca Hopkins[7][8]
- Denis E. McCarthy
- Arthur McEwen
- Henry Rust Mighels
- John Franklin Swift
- James William Emery Townsend
- Joseph Wasson
- William Wright (Dan DeQuille)

## Antologías
- Basso, Dave,  Sagebrush Chronicles  (1971)
- Witschi, Nicolas S. (ed.),  The Sagebrush Anthology: Literatura de la Edad de Plata del Viejo Oeste  (2006)